# Чоп Михайло Федорович
Миха́йло Фе́дорович Чо́п (1986—2023) — український військовослужбовець, учасник російсько-української війни.

## Життєпис
Народився 1986 року в селі Осівці Камінь-Каширського району Волинської області. Батько був лісівником, допомагав йому. Закінчив місцеву школу, після чого працював будівельником. Рано осиротів, пішов в армію. Підтримували старші за нього семеро сестер і братів. Як наймолодший у родині зостався у батьківській оселі, у віці 22 років одружився з 18-річною односельчанкою. Допомагав оновлювати місцевий храм.
Після повномасштабного вторгнення з початку березня 2022 року обороняв Україну в лавах 7-го прикордонного загону Державної прикордонної служби України. Воював під Соледаром.
Загинув 29 січня 2023 року на околицях села Благодатне Донецької області.
Без Михайла лишились дружина Тетяна, син і донька.
Похований 18 березня 2023 року.

## Нагороди
- Орден «За мужність» III ступеня (26 липня 2023, посмертно) — за особисту мужність, виявлену у захисті державного суверенітету та територіальної цілісності України, самовіддане служіння Українському народові[2].